# 青蓝头鹊
青蓝头鹊（学名：Cyanolyca cucullata），是鸦科蓝头鹊属的一种，分布于尼加拉瓜、危地马拉、哥斯达黎加、墨西哥、巴拿马和洪都拉斯。全球活动范围约为105,000平方千米。该物种的保护状况被评为无危。
青蓝头鹊的平均体重约为101.6克。栖息地包括亚热带或热带的湿润低地林和亚热带或热带的湿润山地林。